# Chelonus transversus
Chelonus transversus är en stekelart som först beskrevs av Vladimir Ivanovich Tobias 1989.  Chelonus transversus ingår i släktet Chelonus och familjen bracksteklar. Inga underarter finns listade i Catalogue of Life.